# La Unión de Campos
La Unión de Campos település Spanyolországban, Valladolid tartományban. La Unión de Campos Mayorga, Castrobol, Urones de Castroponce, Valdunquillo, Valderas és Gordoncillo községekkel határos. Lakosainak száma 202 fő (2024).

## Népesség
A település népessége az utóbbi években az alábbiak szerint változott:
| Lakosok száma | 327  | 320  | 303  | 279  | 255  | 279  | 254  | 228  | 209  | 202  |
|               | 2001 | 2004 | 2007 | 2009 | 2012 | 2014 | 2017 | 2019 | 2022 | 2024 |